# Serie di potenze

Successive approssimazioni della funzione esponenziale tramite una serie di potenze

In matematica, una serie di potenze in una variabile è una serie di funzioni della forma:
{\displaystyle f(x)=\sum _{n=0}^{\infty }a_{n}\left(x-c\right)^{n}=a_{0}+a_{1}(x-c)+a_{2}(x-c)^{2}+a_{3}(x-c)^{3}+\cdots }
dove i coefficienti {\displaystyle a_{n}}, il centro {\displaystyle c} e la variabile argomento {\displaystyle x} assumono, usualmente, valori reali o complessi. In matematica sono studiate anche serie di potenze di più variabili reali e complesse e serie di potenze di entità non numeriche (matrici, operatori, elementi di strutture algebriche, variabili formali, ...). Si considerano anche serie di potenze negative e di potenze intere sia negative che naturali.
Serie di potenze di uso frequente sono quelle ottenute da sviluppi di Taylor di funzioni particolari (molti esempi si trovano nella voce serie di Taylor e in quelle sulle funzioni speciali).
In molte situazioni interessano prevalentemente serie con il centro {\displaystyle c} uguale a zero, ad esempio quando si considera una serie di Maclaurin. In questi casi la serie di potenze assume la forma più semplice
{\displaystyle f(x)=\sum _{n=0}^{\infty }a_{n}x^{n}=a_{0}+a_{1}x+a_{2}x^{2}+a_{3}x^{3}+\cdots .}
Da questa forma risulta evidente che le serie di potenze sono estensioni dei polinomi.
Le serie di potenze sono trattate primariamente nell'analisi matematica, ma svolgono un ruolo importante anche nella combinatoria (come serie formali di potenze e con il ruolo delle funzioni generatrici) e nell'ingegneria elettrica (con il nome di trasformata zeta). La familiare notazione decimale per i numeri reali compresi fra {\displaystyle 0} e {\displaystyle 1} si può considerare un esempio di serie di potenze con la variabile argomento {\displaystyle x} fissata al valore 1/10 (come la notazione decimale per gli interi si può considerare un caso particolare di polinomio). Inoltre il concetto di numero p-adico della teoria dei numeri è strettamente collegato a quello di serie di potenze.

## Esempi
Ogni polinomio può facilmente vedersi come serie di potenze intorno a qualsiasi centro {\displaystyle c}, con una infinità di coefficienti uguali a zero.  Ad esempio il polinomio {\displaystyle \,f(x)=x^{2}+2x+3} può essere riscritto come serie di potenze con centro {\displaystyle c=0}
{\displaystyle f(x)=3+2x+1x^{2}+0x^{3}+0x^{4}+\ldots }
oppure come serie con centro {\displaystyle c=1}
{\displaystyle f(x)=6+4(x-1)+1(x-1)^{2}+0(x-1)^{3}+0(x-1)^{4}+\ldots }
o ancora come serie con un centro denotato con una generica {\displaystyle c}. Si potrebbe anche usare per le serie di potenze una espressione come "polinomi di grado infinito", espressione solo suggestiva in quanto le serie di potenze non sono polinomi.
La formula per la serie geometrica
{\displaystyle {\frac {1}{1-x}}=\sum _{n=0}^{\infty }x^{n}=1+x+x^{2}+x^{3}+\ldots ,}
valida per {\displaystyle |x|<1}, costituisce uno dei più importanti esempi di serie di potenze; un altro è fornito dalla formula della funzione esponenziale
{\displaystyle e^{x}=\sum _{n=0}^{\infty }{\frac {x^{n}}{n!}}=1+x+{\frac {x^{2}}{2!}}+{\frac {x^{3}}{3!}}+\ldots }
Questi costituiscono anche esempi di serie di Taylor. Esistono tuttavia anche serie di potenze che non sono serie di Taylor di alcuna funzione; ad esempio
{\displaystyle \sum _{n=0}^{\infty }n!x^{n}=1+x+2!x^{2}+3!x^{3}+\ldots }
Una serie nella quale compaiono potenze negative della variabile non è considerata una serie di potenze; ad esempio {\displaystyle 1+x^{-1}+x^{-2}+\ldots } non fa parte dell'insieme delle serie di potenze; essa fa parte di un altro insieme di serie, quello delle serie di Laurent. Similmente non sono ammesse fra le serie di potenze le serie nelle quali compaiono termini con potenze frazionali della variabile come {\displaystyle x^{1/2}}; esse costituiscono l'insieme delle serie di Puiseux. Osserviamo esplicitamente che i coefficienti {\displaystyle a_{n}} non possono dipendere dalla {\displaystyle x}: quindi per esempio la seguente espressione:
{\displaystyle \sin(x)x+\sin(2x)x^{2}+\sin(3x)x^{3}+\ldots }
non è considerata una serie di potenze.

## Raggio di convergenza
Una serie di potenze
{\displaystyle f(x)=\sum _{n=0}^{\infty }a_{n}\left(x-c\right)^{n}}
converge per alcuni valori della variabile {\displaystyle x} (almeno per {\displaystyle x} = {\displaystyle c}) e può divergere per altri. Esiste un numero {\displaystyle R} con {\displaystyle 0\leq R\leq +\infty } tale che la serie converge quando {\displaystyle |x-c|<R} e diverge quando {\displaystyle |x-c|>R}. Questo numero {\displaystyle R} è chiamato raggio di convergenza della serie di potenze e per ogni serie è dato dalla formula di Cauchy-Hadamard per il raggio di convergenza:
{\displaystyle R^{-1}=\limsup _{n\to \infty }{\sqrt[{n}]{|a_{n}|}},}
qui {\displaystyle \limsup } denota il limite superiore. Una formula meno generale ma più semplice è la seguente (formula di D'Alembert):
{\displaystyle R^{-1}=\lim _{n\to \infty }\,{\frac {|a_{n+1}|}{|{a_{n}}|}}.}
Questa formula è però applicabile solo se il limite al secondo membro esiste.
La serie converge assolutamente per {\displaystyle |x-c|<R} e converge totalmente (e quindi anche uniformemente) su ogni sottoinsieme compatto del disco {\displaystyle \left\{x:|x-c|<R\right\}}.
Per {\displaystyle |x-c|=R} non si dispone di alcun enunciato generale sulla convergenza o meno della serie. Si ha però il teorema di Abel che afferma che se la serie converge in un punto {\displaystyle x_{0}}, allora converge uniformemente su ogni punto appartenente al segmento di estremi {\displaystyle x_{0}} e {\displaystyle 0}.

## Operazioni sulle serie di potenze

### Addizione e sottrazione
La somma e la sottrazione di due serie
{\displaystyle f(x)=\sum _{n=0}^{\infty }a_{n}(x-c)^{n}}
{\displaystyle g(x)=\sum _{n=0}^{\infty }b_{n}(x-c)^{n}}
sono definite come
{\displaystyle (f\pm g)(x)=\sum _{n=0}^{\infty }(a_{n}\pm b_{n})(x-c)^{n}.}
Se le serie iniziali hanno raggi di convergenza {\displaystyle R_{f},R_{g}>0} non nulli, la serie {\displaystyle f+g} ha raggio di convergenza {\displaystyle R} non nullo, poiché
{\displaystyle R\geq R'=\min\{R_{f},R_{g}\}.}
La serie {\displaystyle f+g} rappresenta effettivamente sul disco di raggio {\displaystyle R'} la somma delle due funzioni iniziali:
{\displaystyle (f+g)(x)=f(x)+g(x).}
Può capitare che il raggio di convergenza {\displaystyle R} sia maggiore di {\displaystyle R'}.

### Moltiplicazione
Analogamente, il prodotto di due serie è definito come:
{\displaystyle (f\cdot g)(x)=\left(\sum _{n=0}^{\infty }a_{n}(x-c)^{n}\right)\cdot \left(\sum _{n=0}^{\infty }b_{n}(x-c)^{n}\right)}
{\displaystyle =\sum _{i=0}^{\infty }\sum _{j=0}^{\infty }a_{i}b_{j}(x-c)^{i+j}}
{\displaystyle =\sum _{n=0}^{\infty }\left(\sum _{i=0}^{n}a_{i}b_{n-i}\right)(x-c)^{n}.}
La successione costituita dai nuovi coefficienti:
{\displaystyle m_{n}=\sum _{i=0}^{n}a_{i}b_{n-i}}
viene chiamata convoluzione o prodotto di Cauchy delle successioni {\displaystyle \{a_{n}\}} e {\displaystyle \{b_{n}\}}.
Come per la somma, la serie {\displaystyle f\cdot g} ha un raggio di convergenza maggiore o uguale al minimo dei raggi delle due serie, e all'interno di questo disco vale
{\displaystyle (f\cdot g)(z)=f(z)g(z).}

### Differenziazione e integrazione
La derivata di una serie
{\displaystyle f(x)=\sum _{n=0}^{\infty }a_{n}\left(x-c\right)^{n}}
è definita come la serie
{\displaystyle f'(x)=\sum _{n=1}^{\infty }a_{n}n\left(x-c\right)^{n-1}=\sum _{n=0}^{\infty }a_{n+1}(n+1)\left(x-c\right)^{n}.}
Le due serie hanno lo stesso raggio di convergenza {\displaystyle R}. All'interno del disco di raggio {\displaystyle R}, la {\displaystyle f} è effettivamente differenziabile (in senso complesso se considerata sui complessi) e la sua derivata è proprio {\displaystyle f'}.
Analogamente, un integrale di {\displaystyle f} è definito come
{\displaystyle \int f(x)\,dx=\sum _{n=0}^{\infty }{\frac {a_{n}\left(x-c\right)^{n+1}}{n+1}}+C.}
Ha lo stesso raggio di convergenza di {\displaystyle f}, e all'interno del disco è una primitiva di {\displaystyle f}.

## Funzioni analitiche
Una funzione f definita su qualche sottoinsieme aperto {\displaystyle U} di {\displaystyle \mathbb {R} } o {\displaystyle \mathbb {C} } è analitica se è rappresentabile localmente come una serie di potenze. Questo significa che ogni numero {\displaystyle c\in U} possiede un intorno aperto {\displaystyle V\subseteq U}, tale che esiste una serie di potenze con centro {\displaystyle c} che converge a {\displaystyle f(x)} per ogni {\displaystyle x\in V}.
Ogni serie di potenze con raggio di convergenza positivo fornisce una funzione analitica sull'interno della sua regione di convergenza. Ogni funzione olomorfa è analitica complessa. Somme e prodotti di funzioni analitiche sono analitiche; funzioni analitiche sono costituite anche dai quozienti qualora il denominatore sia diverso da zero.
Se una funzione è analitica, allora è illimitatamente differenziabile, mentre nel caso reale il viceversa non è vero in generale. Per una funzione analitica i coefficienti {\displaystyle a_{n}} possono essere calcolati mediante la relazione
{\displaystyle a_{n}={\frac {f^{\left(n\right)}\left(c\right)}{n!}}}
dove {\displaystyle f^{(n)}(c)} denota la derivata {\displaystyle n}-esima della funzione {\displaystyle f} nel punto {\displaystyle c}. Questo si esprime anche dicendo che ogni funzione analitica è rappresentata localmente dal suo sviluppo di Taylor.
La forma globale di una funzione analitica è completamente determinata dal suo comportamento locale nel senso seguente: se {\displaystyle f} e {\displaystyle g} sono due funzioni analitiche definite su uno stesso insieme aperto connesso {\displaystyle U} e se esiste un elemento {\displaystyle c\in U} tale che {\displaystyle f^{(n)}(c)=g^{(n)}(c)} per ogni {\displaystyle n\geq 0}, allora {\displaystyle f(x)=g(x)} per ogni {\displaystyle x\in U}.
Se è data una serie di potenze con raggio di convergenza {\displaystyle r} si possono considerare le continuazioni analitiche della serie, cioè le funzioni analitiche {\displaystyle f} che sono definite su domini più estesi di {\displaystyle \left\{x:|x-c|<r\right\}} e che coincidono con la serie di potenze data su questo insieme. Il numero {\displaystyle r} è massimale nel senso seguente: esiste sempre un numero complesso {\displaystyle x} con {\displaystyle |x-a|=r} tale che in esso non si può definire nessuna continuazione analitica della serie.
Lo sviluppo in serie di potenze della funzione inversa di una funzione analitica può esser determinato servendosi del teorema di inversione di Lagrange.

## Serie formale di potenze
La nozione di serie formale di potenze è propria all'algebra ed è stata introdotta per studiare le proprietà algebriche delle serie, senza trattare questioni riguardanti limiti e convergenze. I coefficienti di una serie formale non sono necessariamente numeri reali o complessi, ma più genericamente numeri appartenenti ad un anello.
Negli anni recenti le serie formali di potenze si sono rivelate di grande utilità nella combinatoria.

## Serie di potenze di più variabili

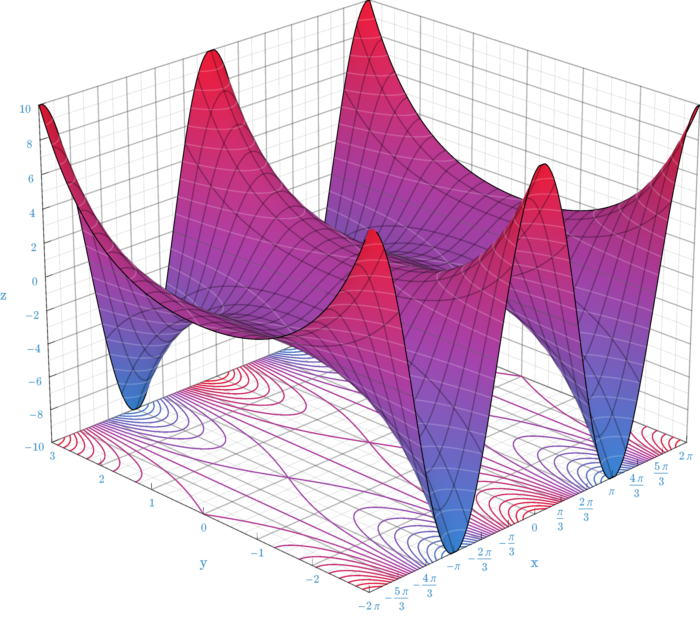
La funzione

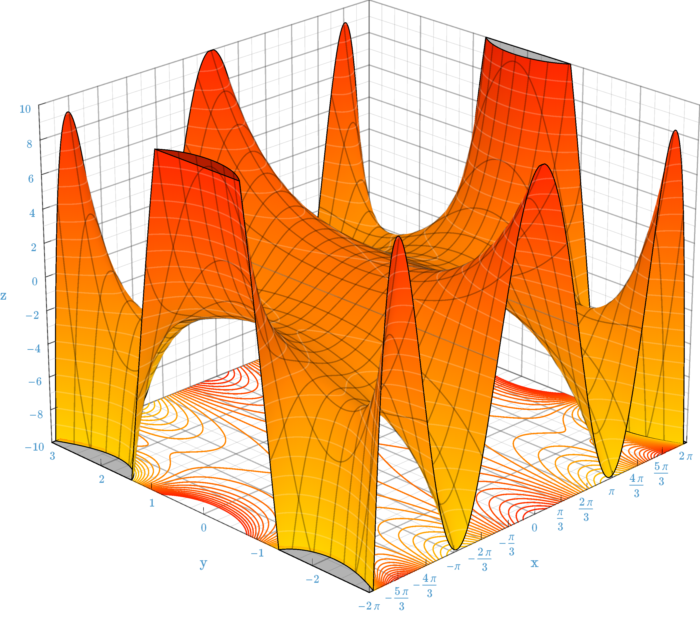
Lo sviluppo in serie di Taylor della funzione sopra troncato al quarto termine

Una serie di potenze di più variabili viene definita come serie della forma
{\displaystyle f(x_{1},\ldots ,x_{n})=\sum _{j_{1},\ldots ,j_{n}=0}^{\infty }a_{j_{1},\ldots ,j_{n}}\prod _{k=1}^{n}\left(x_{k}-c_{k}\right)^{j_{k}},}
dove {\displaystyle j=(j_{1},\ldots ,j_{n})} è una sequenza di numeri naturali, i coefficienti {\displaystyle a_{j_{1},\ldots ,j_{n}}} sono numeri reali o complessi, mentre il centro {\displaystyle c=(c_{1},\ldots ,c_{n})} e l'argomento {\displaystyle x=(x_{1},\ldots ,x_{n})} sono vettori in {\displaystyle \mathbb {R} ^{n}} oppure di {\displaystyle \mathbb {C} ^{n}}. Mediante la più concisa notazione che si serve di multi-indici si può scrivere:
{\displaystyle f(x)=\sum _{\alpha \in \mathbb {N} ^{n}}a_{\alpha }\left(x-c\right)^{\alpha }.}
Le serie a più variabili sono usate comunemente nel calcolo a più variabili. La teoria di tali serie è sensibilmente più complicata di quella delle serie di potenza di una sola variabile. Ad esempio la regione di convergenza assoluta è ora costituita da un insieme log-convesso, e non da un semplice intervallo reale o da un cerchio di convergenza. Peraltro all'interno di questa regione di convergenza è possibile effettuare differenziazioni e integrazioni sotto il segno di serie, proprio come si può fare con le serie di potenze di una sola variabile.

## Ordine di uno zero
Una serie di potenze
{\displaystyle f(x)=\sum _{n=0}^{+\infty }a_{n}(x-c)^{n}}
è tale che {\displaystyle f(c)=0} se e solo se {\displaystyle a_{0}=0}. Se il raggio di convergenza non è nullo, il punto {\displaystyle c} è uno zero della funzione analitica {\displaystyle f}. Se almeno un coefficiente {\displaystyle a_{i}} è non nullo (cioè se la serie non è la serie nulla), questo zero è isolato, ed ha un ordine, dato dal minimo {\displaystyle k} tale che {\displaystyle a_{k}\neq 0}.
La definizione di ordine è analoga per una serie in più variabili: in questo caso si prende il minimo {\displaystyle |\alpha |} fra tutti i multi-indici {\displaystyle \alpha } per cui {\displaystyle a_{\alpha }\neq 0}.
L'ordine di uno zero è analogo all'ordine di un polo in una serie di Laurent.